# Ryszard Wijas
Ryszard Wijas (ur. 1970) – polski urzędnik, dziennikarz, prawnik, menadżer, były prezes PFRON.

## Życiorys
Ukończył studia magisterskie na Wydziale Dziennikarstwa i Nauk Politycznych Uniwersytetu Warszawskiego oraz studia podyplomowe: na Wydziale Prawa Europejskiego Uniwersytetu w Maastricht (Holandia), w studium Organizacji i Zarządzania Uniwersytetu Łódzkiego oraz na Uniwersytecie w Maryland (USA).
Pracował na stanowiskach menedżera w Pepsi-Cola Poland, Agencji Public Relations United Publishers, Wydawnictwie Przyjaciółka, Wydawnictwie Infor, telewizji Polonia 1 i Super 1. Od 1999 pełnił funkcję urzędnicze. Był naczelnikiem Wydziału Spraw Europejskich Biura Polityki Informacyjnej i Kontaktów Zagranicznych w Głównym Urzędzie Miar w Warszawie, a następnie pracował w służbach prasowych MON. 
W 2005 został dyrektorem Biura Prasy i Promocji Ministerstwa Zdrowia, a następnie pełnił taką funkcję w UKIE. W maju 2006 objął funkcję dyrektora generalnego Ministerstwa Pracy i Polityki Społecznej. 25 kwietnia 2007 został powołany na urząd prezesa PFRON. Odwołano go 13 sierpnia 2007.
Należał do Samoobrony RP. W wyborach do Parlamentu Europejskiego w 2004 bez powodzenia kandydował z listy tego ugrupowania w okręgu mazowieckim. W 2009 również bezskutecznie ubiegał się o mandat deputowanego, jako kandydat bezpartyjny z listy Porozumienia dla Przyszłości.